# Endo Taishi
Taishi Endo (sinh ngày 31 tháng 3 năm 1980) là một cầu thủ bóng đá người Nhật Bản.

## Sự nghiệp câu lạc bộ
Taishi Endo đã từng chơi cho FC Tokyo và Montedio Yamagata.